# Стрелка-девушка
Стрелка-девушка, или стрелка девушка (лат. Coenagrion puella), — вид стрекоз семейства стрелок (Coenagrionidae).

## Этимология названия

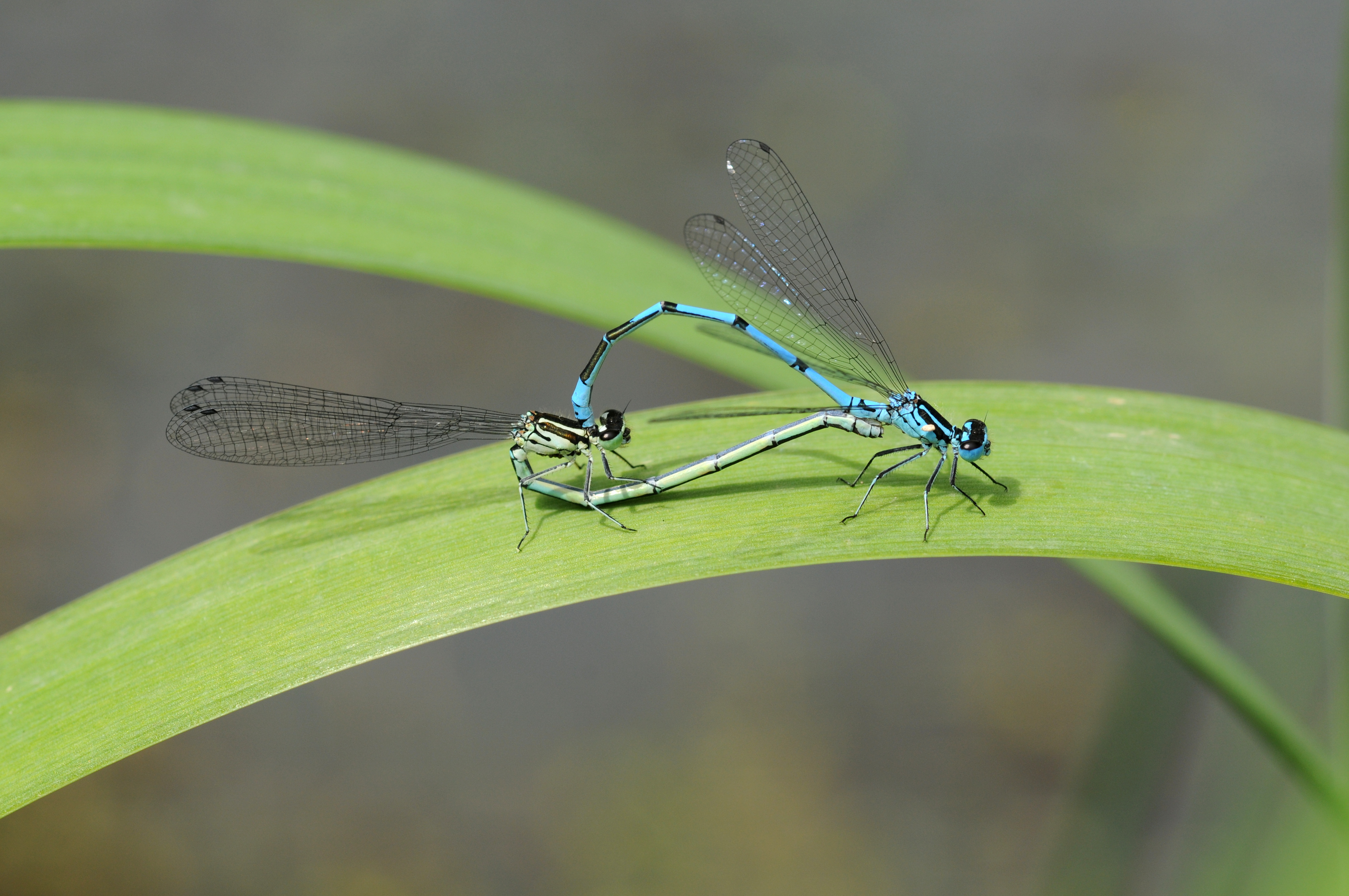
Спаривающаяся пара

Латинское puella — девушка. Вид назван за красивую ярко-голубую окраску тела.

## Описание
Длина 33—35 мм, брюшко 22—31 мм, заднее крыло 16—22 мм. Голова широкая. Задний край переднеспинки имеет три примерно одинаково развитые лопасти, которые хорошо обособлены. Крылья прозрачные, птеростигма узкая (равна 1 ячейке) и одноцветная. Ноги чёрного или тёмно-серого цвета.
Самец: окраска голубая с чёрным рисунком. Сегменты передней части брюшка голубого окраса, на конце с чёрным пятном и отходящими от него вперёд двумя боковыми чёрными линиями. Далее располагаются сегменты, на которых преобладает чёрный окрас. Концевые сегменты вновь имеют голубой цвет, за исключением анальных придатков, имеющих чёрный окрас. Верхняя сторона X тергита брюшка голубая с чёрными отметинами. Тёмная полоска на III и IV сегментах брюшка с длинными боковыми ответвлениями.
Самка: окраска зеленоватая, реже голубовато-серая, с обширными широкими чёрными пятнами на верхней поверхности брюшка. На каждом брюшном сегменте самок располагается крупное пятно чёрного цвета, из-за чего сверху сегменты выглядят чёрными с зеленоватой окантовкой. Задний край переднеспинки волнистый.

## Ареал
Умеренная зона Европы и Кавказ, юг Западной Сибири, Северная Африка, Передняя Азия.

## Биология
Время лёта: конец мая — начало сентября. Обитает повсеместно около рек, озёр, ручьёв, пойменных озёр и прудов. Личинки населяют любые типы стоячих и медленно текущих водоёмов с обильной водной растительностью, как правило, не заболоченные. Стрекозы обычно сидят на околоводной либо водной растительности. Летают медленно, на короткие расстояния.
Яйца откладываются самкой на нижнюю сторону плавающих и погруженных в воду листьев водных растений, в ткани мертвых растений, затонувших стволов и веток деревьев. При этом всегда самец сопровождает самку.
Окраска тела личинки может варьировать и быть желтоватой, желтовато-зелёной, зеленоватой, коричневатой с красновато-коричневыми отметинами. Тело личинки длинное, стройное, гладкое. Длина тела к концу развития достигает 21—22 мм. Длительность развития личинки составляет 1 месяц.